# Psychedelic Lollipop
Psychedelic Lollipop — дебютный студийный альбом американской гараж-рок-группы Blues Magoos, вышедший в ноябре 1966 года на лейбле Mercury Records. Один из первых альбомов, который имеет в своём названии слово «psychedelic». Сингл из этого альбома «(We Ain’t Got) Nothin’ Yet» имел большой успех и занял высокие позиции в национальных чартах. На тот момент гитаристу «Пеппи» Тильхельму было всего шестнадцать лет. Впоследствии группа записала ещё пять альбомов с различными составами, но не один из них не сумел достичь успеха Psychedelic Lollipop.
Песне «Sometimes I Think About» обычно приписывают авторство группы, но на самом деле это традиционная народная песня.

## Критика
| Оценки критиков | Оценки критиков |
| Источник        | Оценка          |
| --------------- | --------------- |
| AllMusic        | [ 3 ]           |

Рецензент AllMusic Марк Деминг отметил, что «Blues Magoos звучат скорее как солидная гаражная банда, нежели психоделическая». Особенно высоко он оценил их версию песни «Tobacco Road». В своей рецензии он написал: «Psychedelic Lollipop хоть не звучит как классика жанра, но сам альбом весьма внушителен; группа подобрала удачные песни для каверов и хорошо их сыграла. Psychedelic Lollipop не похож на работу великой группы, но определенно это работа группы уровня выше среднего, учитывая, сколько групп, поначалу выдавших синглы вроде «(We Ain’t Got) Nothin’ Yet», в итоге выпускали альбомы, набитые мусором. О многом говорит и то, что даже слабейшие песни альбома показывают, что у этой группы был талант, идеи и навыки, позволяющие воплотить их в жизнь в студии».

## Список композиций
1. «(We Ain’t Got) Nothin’ Yet» (Майк Эспозито, Рон Гилберт, Ральф Скала) — 2:10
2. «Love Seems Doomed» (Эспозито, Гилберт, Скала) — 3:02
3. «Tobacco Road» (Джон Д. Лаудермилк) — 4:30
4. «Queen of My Nights» (Дэвид Блю[англ.]) — 2:52
5. «I’ll Go Crazy» (Джеймс Браун) — 1:58
6. «Gotta Get Away» (Ричи Адамс, Алан Гордон) — 2:35
7. «Sometimes I Think About» (Эспозито, Гилберт, Скала) — 3:35
8. «One by One» (Гилберт, Эмиль Тильхельм) — 2:45
9. «Worried Life Blues» (Биг Масео Мерривезер[англ.]) — 3:45
10. «She’s Coming Home» (Роджер Аткинс, Хелен Миллер) — 2:36

## Участники записи
- Ральф Скала — клавишные, вокал
- Эмиль «Пеппи» Тильхельм — гитара, вокал
- Рон Гилберт — бас-гитара, вокал
- Майк Эспозито — гитара
- Джефф Дакинг — ударные, перкуссия

## Чарты
Альбом — Billboard (Северная Америка)
| Год  | Чарт       | Позиция |
| ---- | ---------- | ------- |
| 1967 | Pop Albums | 21      |

Синглы — Billboard (Северная Америка)
| Год  | Сингл                        | Чарт        | Позиция |
| ---- | ---------------------------- | ----------- | ------- |
| 1967 | «(We Ain’t Got) Nothin' Yet» | Pop Singles | 5       |
| 1967 | «One By One»                 | Pop Singles | 71      |